# Le Voyage de la famille Bourrichon
Le Voyage de la famille Bourrichon (conegut en anglès com The Voyage of the Bourrichon Family o The Voyage of the Family Bourrichon) és una pel·lícula muda francesa del 1913 dirigida per Georges Méliès, basada en una comèdia de music-hall d'Eugène Labiche. És una comèdia en l'estil de Max Linder, i és destacable per ser la última pel·lícula dirigida per Méliès.

## Sinopsi
Perseguits pels seus deutors, la família Bourrichon decideix fugir. Fan un terrible viatge en tren i passen una nit en una fonda embruixada abans de ser atrapats i haver de pagar els seus deutes.

## Producció
Com totes les pel·lícules de Méliès de 1911-1912, Le Voyage de la famille Bourrichon es va fer sota la supervisió de Charles Pathé i va ser planejada per a l'estudi Pathé Frères. La pel·lícula probablement va ser completada per Méliès a finals de 1912 (o possiblement principis de 1913), i es va anunciar com a pròxima estrena al Ciné-Journal francès al maig. 1913. Alguns comptes afirmen que Pathé no el va llançar mai.
La pel·lícula es va suposar perduda fins a l'any 2000, però va ser redescobert a temps per ser inclòs en una col·lecció de DVD de 2008 de pel·lícules de Méliès.